# Геологопроучвателен факултет
```
42.659619
, 
23.352411
```

Геологопроучвателният факултет (ГПФ) е факултет на Минно-геоложкия университет Св. Иван Рилски. Декан на факултета е проф. д-р Ради Георгиев Радичев.

## Катедри
- Геология и проучване на полезни изкопаеми
- Геология и палеонтология
- Инженерна геоекология
- Минералогия и петрография
- Приложна геофизика
- Сондиране и добив на нефт и газ
- Физика
- Хидрогеология и инженерна геология

## Специалности
- Биотехнология – БТ
- Геология и геоинформатика – ГГИ
- Геология и проучване на минерални и енергийни ресурси – ГПМЕР
- Екология и опазване на околната среда – ЕООС
- Приложна геофизика – ПГ
- Хидрогеология и инженерна геология – ХИГ